# Opistophthalmus praedo
Espèce
Synonymes
- Opisthophthalmus pugnax natalensis Hewitt, 1915

Opistophthalmus praedo est une espèce de scorpions de la famille des Scorpionidae.

## Distribution
Cette espèce est endémique d'Afrique du Sud.

## Description
Le mâle holotype mesure 87 mm.

## Systématique et taxinomie
Cette espèce est placée en synonymie avec Opistophthalmus glabrifrons par Purcell en 1899. Elle est relevée de synonymie  par Prendini en 2001 qui dans le même temps place Opisthophthalmus pugnax natalensis en synonymie.

## Publication originale
- Thorell, 1876 : Études Scorpiologiques. Atti della Società Italiana di Scienze Naturali, vol. 19, p. 75–272 (texte intégral).